# Campionati italiani di winter triathlon del 2005
I Campionati italiani di winter triathlon del 2005 (VII edizione) sono stati organizzati dalla Federazione Italiana Triathlon e si sono tenuti a Campodolcino in Lombardia, in data 9 gennaio 2005.
Tra gli uomini ha vinto Daniel Antonioli ( Esercito), mentre la gara femminile è andata per la terza volta consecutiva a Stefania Bonazzi (Silca Ultralite).

## Risultati

### Élite uomini
| Pos. | Atleta                | Società sportiva             | Corsa   | Bici    | Sci di fondo | Totale  |
| ---- | --------------------- | ---------------------------- | ------- | ------- | ------------ | ------- |
|      | Daniel Antonioli      | Esercito                     | 0:23:42 | 0:39:40 | 0:27:13      | 1:30:35 |
|      | Alessandro Degasperi  | L'Arcobaleno Carraro         | 0:23:08 | 0:40:14 | 0:27:33      | 1:30:55 |
|      | Giuseppe Lamastra     | Esercito                     | 0:23:42 | 0:42:02 | 0:28:55      | 1:34:39 |
| 4    | Anton Steiner         | Malles Triathlon             | 0:25:47 | 0:41:36 | 0:29:40      | 1:37:03 |
| 5    | Oswald Weisenhorn     | Malles Triathlon             | 0:25:24 | 0:45:12 | 0:29:22      | 1:39:58 |
| 6    | Luca Alladio          | Valle d'Aosta                | 0:26:36 | 0:43:09 | 0:31:18      | 1:41:03 |
| 7    | Guido Ricca           | Triathlon Cremona Stradivari | 0:26:28 | 0:46:13 | 0:30:54      | 1:43:35 |
| 8    | Alessandro De Gasperi | L'Arcobaleno Carraro         | 0:25:15 | 0:47:24 | 0:31:34      | 1:44:13 |
| 9    | Pietro Riva           | Triathlon Lecco              | 0:25:32 | 0:48:24 | 0:30:38      | 1:44:34 |
| 10   | Dario Martocchi       | Triathlon Lecco              | 0:25:49 | 0:46:46 | 0:32:25      | 1:45:00 |
| 11   | Bernhard Capitani     | Malles Triathlon             | 0:27:00 | 0:48:26 | 0:30:31      | 1:45:57 |
| 12   | Emanuele Marchi       | Progetto Vista               | 0:25:13 | 0:47:27 | 0:33:30      | 1:46:10 |
| 13   | Giorgo Poli           | CUS Trento CTT               | 0:26:40 | 0:50:14 | 0:35:15      | 1:52:09 |
| 14   | Alessandro Brustia    | Los Tigres                   | 0:25:39 | 0:48:16 | 0:38:23      | 1:52:18 |
| 15   | Paolo De Monte        | Triathlon Team Brianza       | 0:31:27 | 0:46:18 | 0:35:26      | 1:53:11 |
| 16   | Stefano Turati        | Fumane Triathlon             | 0:27:51 | 0:49:04 | 0:37:10      | 1:54:05 |
| 17   | Marcello Cristofoli   | CUS Udine                    | 0:27:35 | 0:52:08 | 0:35:16      | 1:54:59 |
| 18   | Fabio Cordioli        | Fumane Triathlon             | 0:27:56 | 0:53:05 | 0:34:10      | 1:55:11 |
| 19   | Michele Pieri         | Elba Sporting                | 0:27:32 | 0:52:12 | 0:36:29      | 1:56:13 |
| 20   | Roberto Cillani       | Pasta Granarolo              | 0:28:05 | 0:49:45 | 0:38:26      | 1:56:16 |

### Élite donne
| Pos. | Atleta            | Società sportiva | Corsa   | Bici    | Sci di fondo | Totale  |
| ---- | ----------------- | ---------------- | ------- | ------- | ------------ | ------- |
|      | Stefania Bonazzi  | Silca Ultralite  | 0:27:16 | 0:50:19 | 0:35:34      | 1:53:09 |
|      | Giuliana Lamastra | Valle d'Aosta    | 0::0::0 | 1:21:55 | 1:54:58      | 1:54:58 |
|      | Silvia Giovanna   | Los Tigres       | 0:32:05 | 1:00:26 | 0:37:26      | 2:09:57 |
| 4    | Federica Ferrari  | Friesian Team    | 0:35:25 | 1:08:55 | 0:53:35      | 2:37:55 |
| 5    | Patrizia Gallo    | Los Tigres       | 0:42:03 | 0::0::0 | 2:54:38      | 2:54:38 |